# Wanamassa
Wanamassa – jednostka osadnicza w Stanach Zjednoczonych, w stanie New Jersey, w hrabstwie Monmouth.